# Denevér-barlang
A Denevér-barlang a Duna–Ipoly Nemzeti Parkban lévő Gerecse hegységben, a Gerecsei Tájvédelmi Körzetben található egyik barlang. A hegység egyik kiemelkedő kis patkósdenevér szálláshelye.

## Leírás
Tatabánya külterületén, a Csúcsos-hegy Ny-i meredek, sziklás oldalában van a barlang 1,5 m széles, 0,7 m magas és É-ra néző bejárata, amely ovális alakú. Közvetlenül a bejárat után egy 4 m hosszú, 3 m széles és 2,5–3 m magas terem van. Ennek a teremnek a mennyezete az ide évről-évre visszajáró kis patkósdenevér szülőkolónia kedvenc tartózkodási helye. A terem oldalsó és belső részéből három vízszintes kúszójárat indul, melyek 11 m, 10 m és 5 m hosszúságúak. A barlang felső triász vastagpados mészkő ÉNy–DK és É–D irányú törésvonalai mentén jött létre. Valószínűleg egy régi forrásbarlang maradványa formakincse alapján.
Ács Tivadar vizsgálta kitöltésének guanós rétegét, amely azóta a feltáró munkák során el lett távolítva. A barlang mérete és jellege miatt nagyon érvényesülnek a barlangban a felszíni meteorológiai hatások. Ezért a bejárati terem levegőjének hőmérséklete nyáron elérheti a 15–16 °C-ot, télen pedig a fagypont alá csökken. Nyáron a barlang bejárati termecskéjében rendszeresen a kis patkósdenevérek kicsi, általában 10–20 példányból álló szülőkolóniáját sikerült megfigyelni. Több évtizede a kis patkósdenevér kis szülőkolóniájának szálláshelye, ezért a barlang egyedülálló, egyben kiemelkedő jelentőségű a hegységben. Az engedély nélkül bejárható barlang a denevérek védelme miatt, április 1-jétől augusztus 31-ig nem látogatható.
1935-ben volt először Denevér-barlang néven említve a barlang az irodalmában. Előfordul a barlang az irodalmában Denevér barlang (Gaál 1934) néven is.

## Kutatástörténet
A Földgömb 1934. évi évfolyamában napvilágot látott és Gaál István által írt tanulmány szerint nincs nyoma annak, hogy a Szelim-lyuktól É-ra kb. 800 m-re lévő barlangban ember járt volna. Bodrogi Gusztáv, a bánhidai telefonerősítő állomás vezetője már többször bement hason csúszva ebbe a nagyon alacsony és szűk folyosóval kezdődő barlangba, amelyben sok a denevér. A barlangból Gaál Istvánnak vitt fehértorkú denevér (Vespertilio murinus) egyed fajának legnagyobb méreteivel dicsekedhetett. Ez a K-re folytatást ígérő barlang ideiglenesen Denevér barlangnak lett elnevezve.
Az 1935-ben publikált, Kokas János által írt kiadvány szerint a Szelim-lyuk körül van néhány barlang, amelyek különböző méretűek. A Szelim-lyuktól É-ra kb. 800 m-re fekszik a Denevér-barlang, amelyben az ősember ottlétének nincs nyoma, mert a barlangbejárat nagyon alacsony és a barlang szűk folyosóval kezdődik. Rengeteg denevér tanyázik a barlangban. Az üregből kivitt fehértorkú denevér (Vespertilio murinus) egyed a legnagyobb méretű fehértorkú denevér példány volt. A Turisták Lapja 1937. évi évfolyamában meg van említve, hogy a Denevér-barlang a Szelim-lyuktól É-ra 800 m-re helyezkedik el. Az alacsony, szűk folyosóval kezdődő barlangban sok a denevér. K felé valószínű folytatása.
Kadić Ottokár 1952-ben befejezett kézirata szerint Gaál István megállapította, amikor a Szelim-lyukban ásatott, hogy a Szelim-lyuk és a turul emlékmű közelében több kisebb üreg van. A Denevér-barlang a Szelim-lyuktól É-ra kb. 800 m-re van. A nagyon alacsony és szűk járattal kezdődő üreg belsejében tömegesen tanyáznak a fehértorkú denevérek. Emiatt lett az a barlang Denevér-barlangnak elnevezve. Utóbbi körülmény miatt valószínű, hogy ennek a szűkbejáratú barlangnak van egy nagyobb belső ürege. Bodrogi Gusztáv többször volt benne, de a barlang részletesen még nem lett kutatva. Az 1959-ben kiadott Gerecse útikalauzban szó van arról, hogy a Szelim-lyuktól É-ra 800 m-re van egy barlang, amelyben denevérek laknak.
Az 1964. évi Karszt- és Barlangkutatási Tájékoztatóban napvilágot látott, hogy a Vasútépítő Törekvés II. sz. barlangkutató csoportja 1964-ben felmérte a gerecsei Denevér-barlangot. Az 1966. évi Karszt- és Barlangkutatási Tájékoztatóban kiadott jelentés szerint 1965-ben a Vasútépítő Törekvés II. kutatócsoport folytatta a kutatómunkát a barlangban. A csoport 1965. augusztus 8-tól augusztus 22-ig tartott kutatótáborának egyik fő munkahelye volt a Denevér-barlang. A barlangban végzett munka során 8–10 m³ földet bontott ki a csoport. Az előkerült sok csontmaradványt Budapestre szállították a csoporttagok és átadták azokat a Magyar Karszt- és Barlangkutató Társulat illetékes szakbizottságának. A barlang kibontott részeit felmérték és a felmérés adatai alapján kiegészítették az 1964-ben készített térképet.
Az 1967. évi Karszt- és Barlangkutatási Tájékoztatóban az van írva, hogy a Denevér-barlangnak a Gerecse hegységben található Kő-hegy Ny-i sziklafalában, 242 m tszf. magasságban, felső triász dachsteini mészkőpadok egyikén van a bejárata. A turul emlékműtől É-ra 700 m-re, vagy a 2. számú karsztaknától ÉK-re kb. 60 m-re helyezkedik el. (Az 1. számú karsztakna a turul emlékmű alatt, a 2. számú karsztakna ettől É-ra 650 m-re van.)
A barlang Tatabánya-alsó vasútállomásról úgy közelíthető meg legegyszerűbben, ha a vasútállomástól kezdődő piros jelzést követve kezdi meg az érdeklődő a barlanghoz vezető utat. A jelzést követve az 1. számú karsztakna telephelyének alsó végéig kell menni. A telephely alatt indul egy út É-ra és ezen kell utána menni. Az út végig gyümölcsösök között halad, majd 650 m után egy szekérútba torkollik. Itt jobbra kell fordulni és 150 m után elérhető a 2. számú karsztakna telephelye. A drótkerítés mellett kell gyalogolni kb. 30 m-t, majd a kerítés sarkán (az erdő szélén) balra fordulva 80 lépés után egy öreg fa előtt haladó ösvényen kell felmenni. Az ösvény 45°-ban emelkedik. A barlang az öreg fától kb. 50 m-re, az ösvény jobb oldalán fekszik.
Kisméretű, 1,5×0,65 m-es bejáratán, amely valószínűleg a történelem előtti idők óta nyitott, csak négykézláb lehet a barlang előterébe, a Kupola-terembe jutni, amely 4 m hosszú, 3 m széles és 2,5 m magas. A teremből három kúszófolyosó indul. Az első járat jobb oldalon, D–DK-i irányban futva 5 m után egy 90°-ban forduló vakkürtőbe vezet. A kürtő 1,8 m magas. Ezt a járatot kb. a közepén egy nagyon szűk (0,2 m) légrés köti össze a barlang második járatával. Ez a kuszoda néhány kis törés után, 9 m után ellaposodik. Kevés remény van továbbjutásra. A harmadik járat a barlang főfolyosóján K–ÉK-i irányban indul enyhe, 4–5°-os lejtéssel, majd 6 m után nagyon összeszűkül, és a két fal között átnyúló kőzethíd a továbbjutást megakadályozza. A híd alatt, vagy felett átnézve látható táguló kuszoda miatt további, kényelmesebben járható rész feltételezhető. Valószínűleg a barlang ÉK-i irányban folytatódik.
A Kupola-terem kevés kitöltése, amely leginkább apróköves humuszból állt, az 1965. évi kutatótábor alkalmával lett teljesen eltávolítva. Mivel a Denevér-barlang közel van (600 m-re) az ősember egykori lakhelyéhez, a Szelim-lyukhoz, és fekvése is hasonló, fokozott óvatossággal jártak el. A terem padozatát végigszurkálták hegyes acélpálcával, és miután meggyőződtek arról, hogy 0,6–0,7 m mélyen mindenhol szilárd kőzet van, láttak neki a terem kitisztításának. (A régészeti anyagot tartalmazó rétegek általában sokkal mélyebben helyezkednek el ennél.) A feltáró kutatás kezdete előtt a kitöltés tetején nagyon sok recens csont (nyúl, tyúk, juh, apró rágcsáló stb.) volt és a kitöltésben is nagy mennyiségben előfordult. Néhány, láthatóan legújabbkori mázas cserépedény-töredék, a terem Ny-i sarkából pedig egy egész macskacsontváz került elő. Valószínűleg a barlangban ragadozó állat (róka, vadmacska) tanyázhatott.
A talált csontok nagy részét a kutatók a barlang környékén elásták, kisebb részét Budapestre vitték, és átadták a Magyar Karszt- és Barlangkutató Társulat illetékes szakbizottságának. A Denevér-barlang nevét a benne nagy tömegben előforduló denevérek miatt kapta. A denevérek nyáron a Kupola-terem Ny-i, felső sarkában tanyáznak. Többször vizsgálták a barlangot télen (nagyon hidegben is), de a denevérek nem voltak szokott helyükön. Az 1965. évi munkálatokkor az első nap 74 db-ot számoltak meg, később ez a szám csökkent. Az történt (ami valószínűleg vonatkozik a téli időszakra is), hogy a zavaró körülmények miatt a barlang egyelőre megközelíthetetlen hátsó részébe húzódtak vissza. Valamennyi megvizsgált példány kis patkósdenevér (Rhinolophus hipposideros) volt. Érdekességként meg van említve, hogy Gaál István, a barlang első leírója a nagyon ritka fehértorkú denevér egy példányát fogta itt be.
A bejárattól 3 m-re 15 °C a léghőmérséklet, a barlang legtávolabbi pontján 11 °C. Ugyanakkor a barlang előtt 28 °C volt mérve. Csepegő víz leginkább télen a főfolyosó végén található, amelynek összhozama jelentéktelen. A barlang vízszintes vetületi hossza 24 m, alapterülete kb. 20 m² és köbtartalma kb. 34 m³. A Denevér-barlangtól 8 m-re és 4,5 m-rel magasabban van a Bivak-lik. A 4,5 m-es szintkülönbség ellenére nagyon valószínű, hogy a két barlang összefügg. A két barlangból kb. 12–15 m³ kitöltést bontott ki a Vasútépítő Törekvés II. számú Barlangkutató Csoportja. Nincs a barlangban képződmény. 1964-ben lett felmérve a két barlang, de 1965-ben a térkép annak megfelelően javítva lett, hogy több helyen méterekkel nőtt a hosszuk.
1966 októberében vésés és talajszint süllyesztés után sikerült a főfolyosóban található szűkületen átjutni és megállapítani, hogy a barlang tényleg a feltételezett irányban fog folytatódni, de a jelenlegi végpont kicsit el van iszaposodva. A publikációban van egy térkép, amelyen együtt van ábrázolva a Denevér-barlang és a Bivak-lik alaprajza. Ezen a térképen látható a Denevér-barlang hosszmetszet térképe is. A térképek elkészítéséhez a két barlangot Lendvai Ákos, Csontos Erzsébet, Sárándy Irén és Prátpál Árpád mérték fel és ők szerkesztették a térképeket.
A Fényes Elek Barlangkutató Szakosztály 1973. évi jelentésében szó van arról, hogy a szakosztály 1973-ban Lendvay Ákos vezetésével próbált a Denevér barlang feltételezett új járataiba bejutni. Nagyon nehéz körülmények között, a szűk kúszójáratban véséssel jutottak előre a szakosztály tagjai kb. 8 m-t. Kb. 4 m³ anyagot termeltek ki, melynek során sok csontmaradvány előkerült. Ennek egy részét az MKBT illetékes szakbizottságának átadták. Találtak egy korongolt, tenyérnyi, durván iszapolt, vonaldíszes cseréptöredéket. Az időnként észlelt élénk légmozgás és a sok denevér eltűnése továbbra is rejtély. A barlang 31 m hosszú. Az 1974. évi Karszt- és Barlangkutatási Tájékoztatóban megjelent közleményben az van írva, hogy a Fényes Elek Barlangkutató Csoport 1974. április 8-tól 14-ig Tatabánya-alsón a Denevér-barlangban dolgozott.
Az 1975. évi MKBT Beszámolóban publikált jelentés szerint 1974-ben a Fényes Elek Barlangkutató Szakosztály Lendvay Ákos vezette 2. számú csoportja próbált meg nagyon nehéz körülmények között továbbjutni a több éve kutatott tatabányai Denevér-barlangban. Említésre méltó, hogy a barlang ÉK-i kuszodájának végpontján (amit a csoport tagjai csak több napos fárasztó munkával tudtak elérni) tenyérnyi cserépdarab és kisebb töredékek kerültek elő. Az említett leleteket egy agyaggal kitöltött, függőleges hasadékban találták, amely a bejárat talpszintje felett kb. 30–40 cm-es magasságban van. Valószínűleg ezen a hasadékon át, a barlang feltáratlan részeiből sodorta be a víz a cserépdarabokat a barlangba. A barlang mindkét főága járhatatlanul szűk hasadékká válik, és ezért csak robbantással lehetne továbbjutni. A munkát a csoport emiatt befejezte a barlangban.
Az 1976-ban befejezett Magyarország barlangleltára című kéziratban az olvasható, hogy a Gerecse hegységben lévő Csúcs-hegyen, Tatabányán (Bánhidán) helyezkedik el a Denevér barlang. A barlang Tatabánya-alsó határában, a turultól É-ra 300 m-re található. A 2. számú karsztaknától ÉK-re 60 m-re van az alacsony és szűk bejárata. A kis teremből és 3 kuszodából álló kis barlangrendszer hévizes keletkezésű, 35 m hosszú és 0,4–3,2 m széles. Denevérek zavartalan lakóhelye. A kézirat barlangot ismertető része 2 irodalmi mű alapján lett írva.
Az 1976. évi MKBT Beszámolóban kiadott és Jánossy Dénes által írt jelentésben meg van említve, hogy 1976-ban szórvány őslénytani lelet került elő a Gerecse hegységben lévő Denevér barlangból (Lendvay Ákos). Az 1976. évi MKBT Beszámolóban napvilágot látott és Kordos László által írt jelentésben szó van arról, hogy Lendvay Ákos az 1974. októberben a Denevér-barlang jobb oldali kúszóágából gyűjtött csontokat (Aves, Cricetus cricetus, Martes, Meles meles, Lepus europaeus, növényevő állat 1 db égett csonttöredéke) 1976-ban mutatta be a Magyar Karszt- és Barlangkutató Társulat Őslénytani Szakbizottságának.
Az 1976. évi MKBT Beszámolóban található és Lendvay Ákos által írt ismertetés szerint 1974. októberben a Denevér-barlang jobb oldali kúszóágából Aves (madár), Cricetus cricetus (hörcsög), Martes (menyétféle), Meles meles (borz), Lepus europaeus (mezei nyúl) és egy növényevő állat 1 db égetett csonttöredéke lett gyűjtve. A leadott anyagot Kordos László vizsgálta. A Bertalan Károly és Schőnviszky László által összeállított, 1976-ban megjelent Magyar barlangtani bibliográfia barlangnévmutatójában meg van említve a Gerecse hegységben lévő, tatabányai barlang Denevér-barlang néven. A barlangnévmutatóban fel van sorolva 3 irodalmi mű, amelyek foglalkoznak a barlanggal.
Az 1980. évi MKBT Beszámolóban publikálva lett egy térkép, amelyen a Gerecse hegységben található 4630-as barlangkataszteri egység egy része van bemutatva. A Lendvay Ákos által 1981-ben készült térképen látható a 2-es számmal és Denevér-barlang névvel jelölt barlang földrajzi elhelyezkedése. Az 1981. évi Karszt és Barlang 1–2. félévi számában nyilvánosságra lett hozva, hogy a Denevér-barlang nevű barlangnak 4630/2. a barlangkataszteri száma. Az 1984-ben kiadott Magyarország barlangjai című könyv országos barlanglistájában szerepel a Gerecse hegység barlangjai között a 4630/2 barlangkataszteri számú barlang Denevér-barlang néven. A listához kapcsolódóan látható a Dunazug-hegység barlangjainak földrajzi elhelyezkedését bemutató 1:500 000-es méretarányú térképen a barlang földrajzi elhelyezkedése.
Az 1994. évi Limesben publikált, Kordos László által írt összeállítás szerint a Denevér-barlang jobb oldali kúszóágából Lendvay Ákos 1974-ben Aves, Cricetus cricetus, Martes, Meles meles és Lepus europaeus maradványokat gyűjtött. Az 1994. évi Limesben közölt, Székely Kinga által írt tanulmányban az olvasható, hogy a 4630/2 barlangkataszteri számú Denevér-barlang Bertalan Károly barlangleltárában a 12-es számú cédulán szerepel. A Barlangtani Intézetben a barlangnak nincs kataszteri törzslapja, fényképe és irodalmi törzslapja, de térképe és kutatási törzslapja van.
Az 1994. évi Limesben kiadott, Juhász Márton által írt összefoglalásban az olvasható, hogy Gaál Istvánnak megjelent egy cikke (1934), amelyben a fehértorkú denevér denevér-barlangi előfordulásáról szó van. Figyelemre méltó, de csak fenntartásokkal fogadható el a fajazonosítás szempontjából Gaál Istvánnak ez a beszámolója. A beszámoló szerint Gaál István a barlangban egy fehértorkú denevér (Vespertilio murinus) egyedet gyűjtött, amely feltűnően nagy termetű volt.
Juhász Márton 2007. évi publikációjában az van írva, hogy Tatabányán (Komárom-Esztergom megye) helyezkedik el a 31 m hosszú Denevér-barlang. Közhiteles barlangnyilvántartási száma 4630-2, UTM-kódja CT07D1. A denevérek barlangi előfordulását először a barlang névadója, Gaál István (1934) említette, aki megállapította, hogy itt nagy tömegben tanyázik a denevér. Figyelemre méltó, de csak fenntartásokkal fogadható el a fajazonosítás szempontjából jelentésének az a része, amely szerint a barlangból egy feltűnően nagytermetű fehértorkú denevér egyedet gyűjtött. Vigh Gyula (1937) is említette a denevéreket, de egyedszám és faj közlése nélkül. Lendvay Bende Ákos munkái (1967, 1979) az első tényszerű beszámolók. Barlangkataszteri összefoglaló tanulmányából és kutatási jelentéséből megtudható, hogy az 1960-as évek elején-közepén a barlangban nyaranta 100–120 példányból álló kis patkósdenevér kolónia élt.
| Dátum                | Rhinolophus hipposideros |
| -------------------- | ------------------------ |
| 1986. augusztus 3.   | 3                        |
| 1991. június 9.      | 12                       |
| 1993. szeptember 11. | 1                        |
| 1996. július 3.      | 11                       |
| 1996. július 8.      | 16                       |
| 1997. május 28.      | 8                        |
| 1997. július 31.     | 9                        |
| 1998. július 14.     | 9                        |
| 1999. május 29.      | 9                        |
| 1999. július 8.      | 14                       |
| 2000. június 10.     | 14                       |
| 2001. május 26.      | 7                        |
| 2001. június 16.     | 14                       |
| 2003. május 25.      | 16                       |
| 2004. június 5.      | 8                        |
| 2005. május 15.      | 13                       |
| 2005. augusztus 20.  | 19                       |
| 2006. június 4.      | 11                       |
| 2006. július 9.      | 19                       |

A Vasútépítő Törekvés II. számú Barlangkutató Csoportja 1965. évi kutatótáborának első napján 74 példányát számlálták meg ennek a fajnak. A barlangban a Gerecse Barlangkutató és Természetvédő Egyesület 1986 és 2006 között 26 téli, 8 tavaszi, 18 nyári és 7 őszi (összesen 59) denevér-megfigyelést végzett, amelyek közül 5 tavaszi, 13 nyári és 1 őszi (összesen 19) volt pozitív. A barlangban végzett denevér-megfigyelésekkel kapcsolatos irodalom 24 írott munkából áll. A város közelében nyíló, szabadon bejárható barlangot nem fenyegeti jelentős emberi zavarás bejáratának megközelítési, megtalálási nehézségei miatt. Az 1990-es évek elején-közepén hajléktalanok laktak benne néha, de sikerült megszüntetni szállásukat. A denevérek érdekében védelmi intézkedés és beavatkozás nem szükséges.
2009. június 27-én a barlang kis patkósdenevér szülőkolóniája 19 egyedből állt. A 2009. január 24-i, a 2009. március 28-i, a 2009. szeptember 26-i és a 2009. december 23-i barlangbejárásokkor a Gerecse Barlangkutató és Természetvédő Egyesület megállapította, hogy nincs benne denevér. 2010. július 4-én a barlang kis patkósdenevér szülőkolóniája 7 egyedből állt. A 2010. december 19-i barlangbejáráskor az egyesület megállapította, hogy nincs benne denevér. A barlang kis patkósdenevér szülőkolóniáját a megszokottnál kisebb egyedszámból megállapítva zavarás érhette. 2011. június 11-én a barlang kis patkósdenevér szülőkolóniája 17 egyedből állt. A barlang kis patkósdenevér szülőkolóniája a 2010. évi visszaesés után 2011-ben erősödött. A 2011. december 30-i barlangbejáráskor az egyesület megállapította, hogy nincs benne denevér. 2012. július 1-jén a barlang kis patkósdenevér szülőkolóniája 24 egyedből állt. A 2012. december 30-i barlangbejáráskor az egyesület megállapította, hogy nincs benne denevér.
Az Építésügyi Szemle 2013. évi évfolyamában kiadott tanulmányában Varga Gábor a másodlagos és feltételezett barlangi régészeti lelőhelyek közé sorolta a barlangot. 2013. június 29-én 16 kis patkósdenevért, 2013. július 5-én 2 kis patkósdenevért, 2013. augusztus 4-én 8 kis patkósdenevért figyelt meg az egyesület a barlangban. A 2013. december 23-i barlangbejáráskor az egyesület megállapította, hogy nincs benne denevér. 2014. március 8-án 1 kis patkósdenevér volt benne. 2014. június 28-án a barlang kis patkósdenevér szülőkolóniája 17 egyedből állt.

## Denevér-megfigyelések
| \| Dátum \| Rhin. hip. \| Rhin. eur. \| Myo. dau. \| Myo. natt. \| Myo. bech. \| Myo. myo. \| Myo. ema. \| Myo. mys. \| Ept. ser. \| Ple. aur. \| Ple. aus. \| Bar. bar. \| indet sp. \| \| -------------------- \| ---------- \| ---------- \| --------- \| ---------- \| ---------- \| --------- \| --------- \| --------- \| --------- \| --------- \| --------- \| --------- \| --------- \| \| 1986. január 11. \| – \| – \| – \| – \| – \| – \| – \| – \| – \| – \| – \| – \| – \| \| 1986. augusztus 3. \| 3 \| – \| – \| – \| – \| – \| – \| – \| – \| – \| – \| – \| – \| \| 1990. január 27. \| – \| – \| – \| – \| – \| – \| – \| – \| – \| – \| – \| – \| – \| \| 1990. szeptember 22. \| – \| – \| – \| – \| – \| – \| – \| – \| – \| – \| – \| – \| – \| \| 1991. február 2. \| – \| – \| – \| – \| – \| – \| – \| – \| – \| – \| – \| – \| – \| \| 1991. június 9. \| – \| – \| – \| – \| – \| – \| – \| – \| – \| – \| – \| – \| 12 \| \| 1993. szeptember 11. \| 1 \| – \| – \| – \| – \| – \| – \| – \| – \| – \| – \| – \| – \| \| 1994. január 22. \| – \| – \| – \| – \| – \| – \| – \| – \| – \| – \| – \| – \| – \| \| 1994. július 10. \| – \| – \| – \| – \| – \| – \| – \| – \| – \| – \| – \| – \| – \| \| 1996. július 3. \| 11 \| – \| – \| – \| – \| – \| – \| – \| – \| – \| – \| – \| – \| \| 1996. július 8. \| 16 \| – \| – \| – \| – \| – \| – \| – \| – \| – \| – \| – \| – \| \| 1997. január 25. \| – \| – \| – \| – \| – \| – \| – \| – \| – \| – \| – \| – \| – \| \| 1997. május 28. \| 8 \| – \| – \| – \| – \| – \| – \| – \| – \| – \| – \| – \| – \| \| 1997. június 29. \| – \| – \| – \| – \| – \| – \| – \| – \| – \| – \| – \| – \| – \| \| 1997. július 31. \| 9 \| – \| – \| – \| – \| – \| – \| – \| – \| – \| – \| – \| – \| \| 1997. december 29. \| – \| – \| – \| – \| – \| – \| – \| – \| – \| – \| – \| – \| – \| \| 1998. január 18. \| – \| – \| – \| – \| – \| – \| – \| – \| – \| – \| – \| – \| – \| \| 1998. július 14. \| 9 \| – \| – \| – \| – \| – \| – \| – \| – \| – \| – \| – \| – \| \| 1998. szeptember 16. \| – \| – \| – \| – \| – \| – \| – \| – \| – \| – \| – \| – \| – \| \| 1998. december 5. \| – \| – \| – \| – \| – \| – \| – \| – \| – \| – \| – \| – \| – \| \| 1999. május 29. \| 9 \| – \| – \| – \| – \| – \| – \| – \| – \| – \| – \| – \| – \| \| 1999. július 8. \| 14 \| – \| – \| – \| – \| – \| – \| – \| – \| – \| – \| – \| – \| \| 2000. június 10. \| 14 \| – \| – \| – \| – \| – \| – \| – \| – \| – \| – \| – \| – \| \| 2001. február 3. \| – \| – \| – \| – \| – \| – \| – \| – \| – \| – \| – \| – \| – \| \| 2001. május 26. \| 7 \| – \| – \| – \| – \| – \| – \| – \| – \| – \| – \| – \| – \| \| 2001. június 16. \| 14 \| – \| – \| – \| – \| – \| – \| – \| – \| – \| – \| – \| – \| \| 2001. december 23. \| – \| – \| – \| – \| – \| – \| – \| – \| – \| – \| – \| – \| – \| \| 2002. május 25. \| – \| – \| – \| – \| – \| – \| – \| – \| – \| – \| – \| – \| – \| \| 2002. december 29. \| – \| – \| – \| – \| – \| – \| – \| – \| – \| – \| – \| – \| – \| \| 2003. február 23. \| – \| – \| – \| – \| – \| – \| – \| – \| – \| – \| – \| – \| – \| \| 2003. május 25. \| 16 \| – \| – \| – \| – \| – \| – \| – \| – \| – \| – \| – \| – \| \| 2004. február 28. \| – \| – \| – \| – \| – \| – \| – \| – \| – \| – \| – \| – \| – \| \| 2004. június 5. \| 8 \| – \| – \| – \| – \| – \| – \| – \| – \| – \| – \| – \| – \| \| 2004. október 30. \| – \| – \| – \| – \| – \| – \| – \| – \| – \| – \| – \| – \| – \| \| 2004. december 22. \| – \| – \| – \| – \| – \| – \| – \| – \| – \| – \| – \| – \| – \| \| 2005. május 15. \| 13 \| – \| – \| – \| – \| – \| – \| – \| – \| – \| – \| – \| – \| \| 2005. augusztus 20. \| 19 \| – \| – \| – \| – \| – \| – \| – \| – \| – \| – \| – \| – \| \| 2006. január 28. \| – \| – \| – \| – \| – \| – \| – \| – \| – \| – \| – \| – \| – \| \| 2006. március 11. \| – \| – \| – \| – \| – \| – \| – \| – \| – \| – \| – \| – \| – \| \| 2006. június 4. \| 11 \| – \| – \| – \| – \| – \| – \| – \| – \| – \| – \| – \| – \| \| 2006. július 9. \| 19 \| – \| – \| – \| – \| – \| – \| – \| – \| – \| – \| – \| – \| \| 2006. szeptember 29. \| – \| – \| – \| – \| – \| – \| – \| – \| – \| – \| – \| – \| – \| \| 2006. december 16. \| – \| – \| – \| – \| – \| – \| – \| – \| – \| – \| – \| – \| – \| \| 2009. január 24. \| – \| – \| – \| – \| – \| – \| – \| – \| – \| – \| – \| – \| – \| \| 2009. március 28. \| – \| – \| – \| – \| – \| – \| – \| – \| – \| – \| – \| – \| – \| \| 2009. június 27. \| 19 \| – \| – \| – \| – \| – \| – \| – \| – \| – \| – \| – \| – \| \| 2009. szeptember 26. \| – \| – \| – \| – \| – \| – \| – \| – \| – \| – \| – \| – \| – \| \| 2009. december 23. \| – \| – \| – \| – \| – \| – \| – \| – \| – \| – \| – \| – \| – \| \| 2010. július 4. \| 7 \| – \| – \| – \| – \| – \| – \| – \| – \| – \| – \| – \| – \| \| 2010. december 19. \| – \| – \| – \| – \| – \| – \| – \| – \| – \| – \| – \| – \| – \| \| 2011. június 11. \| 17 \| – \| – \| – \| – \| – \| – \| – \| – \| – \| – \| – \| – \| \| 2011. december 30. \| – \| – \| – \| – \| – \| – \| – \| – \| – \| – \| – \| – \| – \| \| 2012. július 1. \| 24 \| – \| – \| – \| – \| – \| – \| – \| – \| – \| – \| – \| – \| \| 2012. december 30. \| – \| – \| – \| – \| – \| – \| – \| – \| – \| – \| – \| – \| – \| \| 2013. június 29. \| 16 \| – \| – \| – \| – \| – \| – \| – \| – \| – \| – \| – \| – \| \| 2013. július 5. \| 2 \| – \| – \| – \| – \| – \| – \| – \| – \| – \| – \| – \| – \| \| 2013. augusztus 4. \| 8 \| – \| – \| – \| – \| – \| – \| – \| – \| – \| – \| – \| – \| \| 2013. december 23. \| – \| – \| – \| – \| – \| – \| – \| – \| – \| – \| – \| – \| – \| \| 2014. március 8. \| 1 \| – \| – \| – \| – \| – \| – \| – \| – \| – \| – \| – \| – \| \| 2014. június 28. \| 17 \| – \| – \| – \| – \| – \| – \| – \| – \| – \| – \| – \| – \| |            |            |           |            |            |           |           |           |           |           |           |           |           |
| Dátum | Rhin. hip. | Rhin. eur. | Myo. dau. | Myo. natt. | Myo. bech. | Myo. myo. | Myo. ema. | Myo. mys. | Ept. ser. | Ple. aur. | Ple. aus. | Bar. bar. | indet sp. |
| 1986. január 11. | –          | –          | –         | –          | –          | –         | –         | –         | –         | –         | –         | –         | –         |
| 1986. augusztus 3. | 3          | –          | –         | –          | –          | –         | –         | –         | –         | –         | –         | –         | –         |
| 1990. január 27. | –          | –          | –         | –          | –          | –         | –         | –         | –         | –         | –         | –         | –         |
| 1990. szeptember 22. | –          | –          | –         | –          | –          | –         | –         | –         | –         | –         | –         | –         | –         |
| 1991. február 2. | –          | –          | –         | –          | –          | –         | –         | –         | –         | –         | –         | –         | –         |
| 1991. június 9. | –          | –          | –         | –          | –          | –         | –         | –         | –         | –         | –         | –         | 12        |
| 1993. szeptember 11. | 1          | –          | –         | –          | –          | –         | –         | –         | –         | –         | –         | –         | –         |
| 1994. január 22. | –          | –          | –         | –          | –          | –         | –         | –         | –         | –         | –         | –         | –         |
| 1994. július 10. | –          | –          | –         | –          | –          | –         | –         | –         | –         | –         | –         | –         | –         |
| 1996. július 3. | 11         | –          | –         | –          | –          | –         | –         | –         | –         | –         | –         | –         | –         |
| 1996. július 8. | 16         | –          | –         | –          | –          | –         | –         | –         | –         | –         | –         | –         | –         |
| 1997. január 25. | –          | –          | –         | –          | –          | –         | –         | –         | –         | –         | –         | –         | –         |
| 1997. május 28. | 8          | –          | –         | –          | –          | –         | –         | –         | –         | –         | –         | –         | –         |
| 1997. június 29. | –          | –          | –         | –          | –          | –         | –         | –         | –         | –         | –         | –         | –         |
| 1997. július 31. | 9          | –          | –         | –          | –          | –         | –         | –         | –         | –         | –         | –         | –         |
| 1997. december 29. | –          | –          | –         | –          | –          | –         | –         | –         | –         | –         | –         | –         | –         |
| 1998. január 18. | –          | –          | –         | –          | –          | –         | –         | –         | –         | –         | –         | –         | –         |
| 1998. július 14. | 9          | –          | –         | –          | –          | –         | –         | –         | –         | –         | –         | –         | –         |
| 1998. szeptember 16. | –          | –          | –         | –          | –          | –         | –         | –         | –         | –         | –         | –         | –         |
| 1998. december 5. | –          | –          | –         | –          | –          | –         | –         | –         | –         | –         | –         | –         | –         |
| 1999. május 29. | 9          | –          | –         | –          | –          | –         | –         | –         | –         | –         | –         | –         | –         |
| 1999. július 8. | 14         | –          | –         | –          | –          | –         | –         | –         | –         | –         | –         | –         | –         |
| 2000. június 10. | 14         | –          | –         | –          | –          | –         | –         | –         | –         | –         | –         | –         | –         |
| 2001. február 3. | –          | –          | –         | –          | –          | –         | –         | –         | –         | –         | –         | –         | –         |
| 2001. május 26. | 7          | –          | –         | –          | –          | –         | –         | –         | –         | –         | –         | –         | –         |
| 2001. június 16. | 14         | –          | –         | –          | –          | –         | –         | –         | –         | –         | –         | –         | –         |
| 2001. december 23. | –          | –          | –         | –          | –          | –         | –         | –         | –         | –         | –         | –         | –         |
| 2002. május 25. | –          | –          | –         | –          | –          | –         | –         | –         | –         | –         | –         | –         | –         |
| 2002. december 29. | –          | –          | –         | –          | –          | –         | –         | –         | –         | –         | –         | –         | –         |
| 2003. február 23. | –          | –          | –         | –          | –          | –         | –         | –         | –         | –         | –         | –         | –         |
| 2003. május 25. | 16         | –          | –         | –          | –          | –         | –         | –         | –         | –         | –         | –         | –         |
| 2004. február 28. | –          | –          | –         | –          | –          | –         | –         | –         | –         | –         | –         | –         | –         |
| 2004. június 5. | 8          | –          | –         | –          | –          | –         | –         | –         | –         | –         | –         | –         | –         |
| 2004. október 30. | –          | –          | –         | –          | –          | –         | –         | –         | –         | –         | –         | –         | –         |
| 2004. december 22. | –          | –          | –         | –          | –          | –         | –         | –         | –         | –         | –         | –         | –         |
| 2005. május 15. | 13         | –          | –         | –          | –          | –         | –         | –         | –         | –         | –         | –         | –         |
| 2005. augusztus 20. | 19         | –          | –         | –          | –          | –         | –         | –         | –         | –         | –         | –         | –         |
| 2006. január 28. | –          | –          | –         | –          | –          | –         | –         | –         | –         | –         | –         | –         | –         |
| 2006. március 11. | –          | –          | –         | –          | –          | –         | –         | –         | –         | –         | –         | –         | –         |
| 2006. június 4. | 11         | –          | –         | –          | –          | –         | –         | –         | –         | –         | –         | –         | –         |
| 2006. július 9. | 19         | –          | –         | –          | –          | –         | –         | –         | –         | –         | –         | –         | –         |
| 2006. szeptember 29. | –          | –          | –         | –          | –          | –         | –         | –         | –         | –         | –         | –         | –         |
| 2006. december 16. | –          | –          | –         | –          | –          | –         | –         | –         | –         | –         | –         | –         | –         |
| 2009. január 24. | –          | –          | –         | –          | –          | –         | –         | –         | –         | –         | –         | –         | –         |
| 2009. március 28. | –          | –          | –         | –          | –          | –         | –         | –         | –         | –         | –         | –         | –         |
| 2009. június 27. | 19         | –          | –         | –          | –          | –         | –         | –         | –         | –         | –         | –         | –         |
| 2009. szeptember 26. | –          | –          | –         | –          | –          | –         | –         | –         | –         | –         | –         | –         | –         |
| 2009. december 23. | –          | –          | –         | –          | –          | –         | –         | –         | –         | –         | –         | –         | –         |
| 2010. július 4. | 7          | –          | –         | –          | –          | –         | –         | –         | –         | –         | –         | –         | –         |
| 2010. december 19. | –          | –          | –         | –          | –          | –         | –         | –         | –         | –         | –         | –         | –         |
| 2011. június 11. | 17         | –          | –         | –          | –          | –         | –         | –         | –         | –         | –         | –         | –         |
| 2011. december 30. | –          | –          | –         | –          | –          | –         | –         | –         | –         | –         | –         | –         | –         |
| 2012. július 1. | 24         | –          | –         | –          | –          | –         | –         | –         | –         | –         | –         | –         | –         |
| 2012. december 30. | –          | –          | –         | –          | –          | –         | –         | –         | –         | –         | –         | –         | –         |
| 2013. június 29. | 16         | –          | –         | –          | –          | –         | –         | –         | –         | –         | –         | –         | –         |
| 2013. július 5. | 2          | –          | –         | –          | –          | –         | –         | –         | –         | –         | –         | –         | –         |
| 2013. augusztus 4. | 8          | –          | –         | –          | –          | –         | –         | –         | –         | –         | –         | –         | –         |
| 2013. december 23. | –          | –          | –         | –          | –          | –         | –         | –         | –         | –         | –         | –         | –         |
| 2014. március 8. | 1          | –          | –         | –          | –          | –         | –         | –         | –         | –         | –         | –         | –         |
| 2014. június 28. | 17         | –          | –         | –          | –          | –         | –         | –         | –         | –         | –         | –         | –         |

## További irodalom
- Ács Tivadar: Jelentés a foszfátos barlangok feltárásáról. Kézirat. Budapest, 1950. (A kézirat megtalálható a Magyar Állami Földtani Intézetben.)
- Ács Tivadar: Feljegyzés a barlangi foszfátok tárgyában. Kézirat. Budapest, 1950. december 3. 3. old. (A kézirat megtalálható a Magyar Állami Földtani Intézetben.)
- Csorba Csaba: Gerecse. A Turista Magazin útikalauz melléklete (29.), 1974. szeptember. 1., 3. old.
- Kadić Ottokár: Csonka-Magyarország barlangjainak rövid ismertetése. Kézirat, 1952. 18. old. (A kézirat megtalálható a Magyar Állami Földtani Intézetben.)
- Lendvay Ákos: Beszámoló a Denevér-barlang és a Bivaklik kutatásáról. Túranaptár 1967. 24–25. old. (A Vasútépítő Törekvés kiadványa.)
- Papp Ferenc: Dunántúl karsztmorfológiája. Kézirat. Budapest, 1961. 71 old. (A kézirat megtalálható a Bibliotheca Speleologica gyűjteményében.)
- Schőnviszky László: A Gerecse barlangjai. Kézirat, 1967?
- Schőnviszky László: A gerecsei barlangokra vonatkozó irodalom jegyzéke, egyéb feljegyzések. 1930–1970 közötti kutatások adatai.